# Demo 1
Demo 1, también conocido como Lost Souls es el primer demo de la banda de metal industrial Fear Factory. Grabado en febrero de 1991 y fue publicado el 22 de marzo de 1991 a través del sello Regurgitated Noise.

## Lista de canciones
| N.º | Título                                | Duración |  |
| 1.  | «Sufferage»                           | 3:40     |  |
| 2.  | «Crisis»                              | 3:45     |  |
| 3.  | «Desecrate»                           | 2:34     |  |
| 4.  | «Echoes of Innocence / Deforestation» | 3:04     |  |
| 5.  | «Raped Souls»                         | 0:19     |  |
| 6.  | «Piss Christ»                         | 5:21     |  |

## Personal
- Burton C. Bell - voz
- Dino Cazares - guitarra, bajo
- Andy Romero - bajo
- Raymond Herrera - batería